# (26924) Johnharvey
(26924) Johnharvey (1996 YZ2) – planetoida z pasa głównego asteroid okrążająca Słońce w ciągu 5,36 lat w średniej odległości 3,06 j.a. Odkryta 30 grudnia 1996 roku.